# Miss Albanië
Miss Albanië is de nationale missverkiezing van het
Zuidoost-Europese land Albanië.

## Geschiedenis
Sinds 1991 worden twee nationale missverkiezingen georganiseerd.
Vera Grabocka richtte Miss Albania op terwijl Petri Bozo, wiens bedrijf sinds
2004 ook Miss Globe International organiseert, met Miss Shqipëria
begon. Ook Albanezen uit buurland en vroeger -provincie Kosovo kunnen aan
Miss Albanië deelnemen. De winnares van de verkiezing neemt voor het land deel
aan de internationale verkiezing Miss Europa en sinds 2002 ook
Miss World. Tot 2005 ging de winnares ook naar Miss Universe
maar Albaniës kandidate voor die verkiezing wordt sedertdien geselecteerd door
Miss Universe Albania.

## Winnaressen
| Jaar | Miss Albania       | Miss Shqipëria |  | Jaar | Miss Albania      | Miss Shqipëria    |
| ---- | ------------------ | -------------- |  | ---- | ----------------- | ----------------- |
| 2009 |                    |                |  | 2008 | Matilda Meçini    | Almeda Abazi      |
| 2007 | Egla Harxhi        | Irsa Demneri   |  | 2006 | Eralda Hitaj      | Silvi Skënderaj   |
| 2005 | Edlira Mema        | Suada Sherifaj |  | 2004 | Agnesa Vuthaj     | Enkeleda Bargjoni |
| 2003 | Eriona Ibro        |                |  | 2002 | Zajmina Vajari    | Denisa Kola       |
| 2001 | Anisa Kospiri      | Denisa Çela    |  | 2000 | Gentiana Ramadani |                   |
| 1999 | Venera Mustafa     |                |  | 1998 | Aldona Elezi      |                   |
| 2007 |                    |                |  | 1996 |                   |                   |
| 1995 | Hygerta Sako       |                |  | 1994 | Ilda Reka         |                   |
| 1993 | Monika Zguro       |                |  | 1992 | Sidorela Kola     |                   |
| 1991 | Valbona Selimllari |                |  |      |                   |                   |